# 武藤光朗
武藤 光朗（むとう みつろう、1914年3月17日 - 1998年7月25日）は、日本の社会評論家・社会思想家。学位：経済学博士（中央大学より1961年取得 / 論文タイトル「経済倫理 : 経済学と世界観」）。
社会民主主義思想、カール・ヤスパース哲学などを研究した。鈴木三郎・草薙正夫らと共に、1951年設立となったヤスパース協会創立者の一人である

## 略歴
福島県生まれ。幼少期に両親を失い、長崎の長兄のもとに移り育つ。長崎の旧制高等商業学校を経て、1937年東京商科大学（現一橋大学）卒業。横浜専門学校（現神奈川大学）教授、日本外政協会、日本国連協会の調査課長を務め、國學院大學教授、中央大学教授、早稲田大学客員教授を歴任した。社会主義インターナショナル・オスロ大会日本代表（昭和37年6月4日、朝日新聞夕刊）民主社会主義研究会議（現在の「政策研究フォーラム」）第二代議長・顧問、自由人権委員会委員長を務めた。
カール・ヤスパースの著作の翻訳をはじめ、実存哲学や経済哲学、社会哲学に関する多くの著作を手がけた。思想家としては、個人の魂の自由と尊厳を重視し、左翼・右翼の全体主義を徹底して批判した。『諸君!』などの言論誌の常連寄稿者だった。湾岸戦争の際には「湾岸戦争に反対する文学者声明」を批判している。
1998年7月25日、虚血性心不全のため死去。死後、蔵書は鎌倉女子大学に寄贈され、「武藤光朗文庫」となった。

## 著書
- 汎米経済圏の動向 日本外政協会 1945（調査局調書）
- アメリカ経済の基本動向 富士出版 1947
- アメリカ資本主義の倫理 社会評論社 1947（世界政治経済叢書）
- マックス・ウエーバー その生涯と思想 夏目書店 1948（経済思想家選書）
- マルクス主義と実存哲学 春秋社 1948
- マックス・ウェーバーの人間像 春秋社 1949
- 社会科学におけるプロレタリアと実存 マルクスとウェーバー 理想社 1950
- 経済哲学 資本主義の限界の問題 春秋社 1950
- 社会主義的自由への道 実存哲学的探求 創元社 1952
- アメリカ資本主義の精神 小峰書店 1953
- 経済倫理 経済学と世界観 春秋社 1955（現代経済学全集 第10集）
- 社会主義と実存哲学 現代社会と自由の反抗 創文社 1958
- 現代日本の革命と反抗 創文社 1962
- 現代日本の精神状況 創文社 1966
- 経済学史の哲学 創文社 1969（経済哲学 1）
- 経済倫理の実存的限界 創文社 1971（経済哲学 2）
- 革命思想と実存哲学 創文社 1973（経済哲学 3）
- 限界状況としての日本 創文社 1975
- 自由人権の運命 哲学的時論集 創文社 1979
- 例外者の社会思想 ヤスパース哲学への同時代的共感 創文社 1983
- 現代日本の挫折と超越 友愛哲学の探究 創文社 1993

## 共編著
- 社会主義の哲学 近代社会の平等化の論理 杉村広蔵共著 夏目書店 1947
- 福祉国家論 北欧三国を巡って（編）社会思想社 1965
- 民主連合政権 その歴史の証言 入江通雅共編 永田書房 1973
- 左翼全体主義 その理論と実態（編）民主社会主義研究会議 1974（民社研叢書）

## 翻訳
- 近代経済学説史 T.W.ハチスン 長守善・山田雄三共訳 東洋経済新報社 1957
- 哲学的世界定位　哲学Ⅰ カール・ヤスパース 創文社　1964
- 根源的に問う 哲学対話集 カール・ヤスパース 赤羽龍夫共訳 読売選書 1970